# Кулере
Кулере (англ. akande, akandi, kande, korom boye, tof) — язык западночадской ветви чадской семьи, распространённый в центральной Нигерии: на сопредельных территориях штата Плато (в его западной части — район Боккос) и штата Насарава (в его восточной части). Ареал языка кулере на севере граничит с ареалами языков (по другим данным — с ареалами диалектов языка рон) шагаву, даффо-бутура и бокос, на востоке и юго-востоке граничит с ареалами западночадских языков чакфем и кофьяр, на юге — с ареалами бенуэ-конголезских языков бо-рукул и мама. На западе к ареалу языка кулере примыкают ареалы языков бенуэ-конголезской семьи нунгу, бу и хаша, на северо-западе — ареалы близкородственных языков группы рон ша и мундат. Внутри ареала кулере размещён островной ареал бенуэ-конголезского языка хором.
Численность говорящих на языке кулере — около 15 600 человек (1990). По данным сайта Joshua Project численность этнической группы кулере составляет 24 000 человек. Большинство носителей языка кулере — христиане, часть кулере придерживается традиционных верований, также есть группы мусульман.
В классификации афразийских языков британского лингвиста Роджера Бленча (Roger Blench) язык кулере относится к группе языков рон. Также к группе рон язык кулере отнесён в классификации, опубликованной в работе С. А. Бурлак и С. А. Старостина «Сравнительно-историческое языкознание», в классификации чешского лингвиста Вацлава Блажека (Václav Blažek), а также в классификации чадских языков в статье В. Я. Порхомовского «Чадские языки», опубликованной в лингвистическом энциклопедическом словаре.
Наиболее близок языкам рон (чала), даффо-бутура, бокос, шагаву, ша, карфа, мундат, фьер и тамбас. В классификации, представленной в справочнике языков мира Ethnologue, язык кулере включён в число языков собственно рон подгруппы А4 группы А западночадской ветви.
Выделяются диалекты камвай-мархай (англ. kamwai-marhai), риха (англ. richa) и тоф (англ. tof).